# RAL

Logo de RAL Colours

RAL es un código que define un color mediante un conjunto de dígitos. Fue definido por el Deutsches Institut für Gütesicherung und Kennzeichnung (Instituto Alemán de Garantía de Calidad y Etiquetado) en Alemania el año 1927.
El acrónimo RAL proviene de "Reichsausschuß für Lieferbedingungen und Gütesicherung", lo cual se traduce como "Comité Estatal para plazos de entrega y garantía de calidad". Originalmente la tabla RAL constaba de 40 colores y hoy en día la cifra asciende a 213. Los códigos se definen mediante 4 dígitos, el primero de los cuales define el rango de color.
El código RAL de colores es ampliamente utilizado en aplicaciones civiles y militares. Los productos aprobados por RAL llevan un holograma desde 2013 para evitar las versiones no autorizadas. Las imitaciones podrían mostrar un color diferente cuando son observadas con diferentes fuentes de luz.

## Sistema de colores RAL

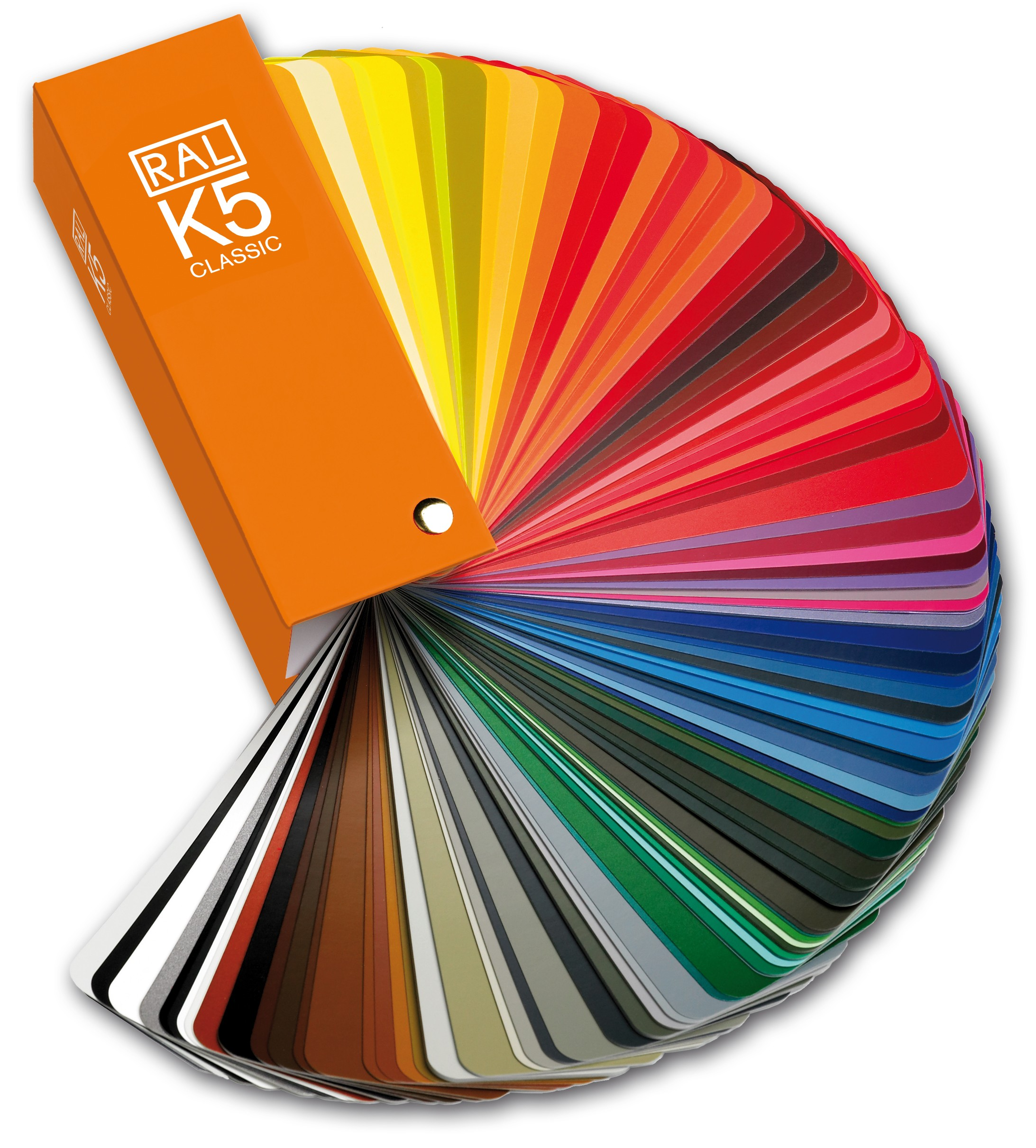
Carta de colores RAL Clásico K5

### RAL Clásico
En 1927 la Comisión Imperial de Condiciones de Entrega y Aseguramiento de la Calidad alemana (Reichs-Ausschuß für Lieferbedingungen und Gütesicherung) inventó una colección de 40 colores bajo el nombre de "RAL 840". Antes de esa fecha los fabricantes y los clientes tenían que intercambiar muestras para describir un color, mientras que a partir de entonces se basarían en los números.
En la década de 1930 los números han cambiado de manera uniforme a cuatro dígitos y la colección fue renombrada como "RAL 840 R" (R por revisada). Con tintes constantemente añadidos a la colección, se revisó de nuevo en 1961 y se cambió a "RAL 840-HR", que consta de 210 colores y está en uso en la actualidad. En la década de 1960 a los colores se les dio nombres suplementarios para evitar la confusión en el caso de dígitos transpuestos.
Como la gama "RAL 840-HR" cubría solo los colores mate, en los años 80 se vio la invención de "RAL 841-GL" para superficies brillantes, limitada a 193 colores. Un criterio principal para los colores de la colección RAL Clásica es ser de "interés primordial". Por lo tanto la mayoría de los colores en ella se utilizan en señales de alerta y señales de tránsito, o están dedicados a agencias gubernamentales y los servicios públicos; por ejemplo: RAL 1004 (Servicio Postal Suizo), RAL 1021 (Servicio de Correos de Austria), RAL 1032 (Servicio Postal Alemán).

Su gama de colores es muy limitada en los tonos pasteles o claros, por lo que su uso es muy limitado y para nada recomendado en la decoración, interiorismo, arquitectura, etc. En este caso se recomienda trabajar con la carta NCS Colour, cuya colección es mucho más amplia y completa, además de tratarse de un lenguaje de comunicación del color y Norma UNE de AENOR.

El primer dígito se refiere al tono del color:
| Rango    | Nombre del rango | Primero                   | Último                     | Cantidad |
| -------- | ---------------- | ------------------------- | -------------------------- | -------- |
| RAL 1xxx | Amarillo         | RAL 1000 Verde beis       | RAL 1037 Amarillo sol      | 40       |
| RAL 2xxx | Naranja          | RAL 2000 Amarillo naranja | RAL 2013 Naranja perla     | 14       |
| RAL 3xxx | Rojo             | RAL 3000 Rojo flama       | RAL 3033 Rosa perla        | 34       |
| RAL 4xxx | Violeta          | RAL 4001 Rojo lila        | RAL 4012 Morado perla      | 12       |
| RAL 5xxx | Azul             | RAL 5000 Azul violeta     | RAL 5026 Azul perla noche  | 25       |
| RAL 6xxx | Verde            | RAL 6000 Verde pátina     | RAL 6038 Verde luminoso    | 36       |
| RAL 7xxx | Gris             | RAL 7000 Gris ardilla     | RAL 7048 Gris ratón perla  | 38       |
| RAL 8xxx | Marrón           | RAL 8000 Verde marrón     | RAL 8029 Cobre perla       | 20       |
| RAL 9xxx | Blanco/Negro     | RAL 9001 Crema            | RAL 9023 Gris oscuro perla | 14       |

### RAL F9
Esta colección, que sigue la denominación del RAL Clásico, fue inventada en 1984.Se compone de solo 3 colores (RAL 6031 - verde bronce, RAL 8027 - cuero, RAL 9021 - alquitrán), usados por la Bundeswehr para camuflaje militar.

### RAL Design
En 1993 un nuevo sistema de correspondencia de colores se introdujo, adaptado a las necesidades de arquitectos, diseñadores y publicistas. Comenzó con 1688 colores, luego fue revisado para 1625 colores y posteriormente para 1825. Al contrario de los sistemas anteriores, RAL Design no tiene nombres y su numeración sigue un esquema basado en el espacio de color CIELAB. Cada color está representado por 7 dígitos, agrupados en un triple y 2 pares, lo que representa el matiz, brillo y saturación. Los colores de RAL Classic y RAL Design no se cruzan.

### RAL Effect
RAL Effect comprende 420 colores sólidos y, como detalle especial, setenta colores metálicos. Es la primera colección de RAL basada en sistemas de pintura a base de agua. No se hace uso de metales pesados como el plomo, el cadmio y cromatos.

### RAL Digital
El software para arquitectos, decoradores de interiores y todos aquellos que usan los colores de una manera creativa. RAL Digital integra los colores del RAL Classic, RAL Effect y RAL Design en programas de CAD y gráficos.

### Muestras de colores
Los sistemas RAL y RGB son distintos y no hay una conversión directa entre ellos. La correspondencia entre los dos sistemas de colores es aproximada. Lo que se verá realmente en RGB depende de la calibración del monitor, de modo que se pueden llegar a ver muy distintos. Lo que se ve en esta tabla sirve sólo como orientación. Para ver el color real hay que consultar una guía de colores RAL. Las imprentas y rotulistas suelen tener la guía RAL para consultar un color exacto.
Se muestra el color RGB que se aproxima al color RAL.
RAL 1000
Beige verdoso
#BEBD7F 

RAL 1001
Beige
#C2B078 

RAL 1002
Amarillo arena
#C6A664 

RAL 1003
Amarillo señales
#E5BE01 

RAL 1004
Amarillo oro
#CDA434 

RAL 1005
Amarillo miel
#A98307 

RAL 1006
Amarillo maíz
#E4A010 

RAL 1007
Amarillo narciso
#DC9D00 

RAL 1011
Beige pardo
#8A6642 

RAL 1012
Amarillo limón
#C7B446 

RAL 1013
Blanco perla
#EAE6CA 

RAL 1014
Marfil
#E1CC4F 

RAL 1015
Marfil claro
#E6D690 

RAL 1016
Amarillo azufre
#EDFF21 

RAL 1017
Amarillo azafrán
#F5D033 

RAL 1018
Amarillo de zinc
#F8F32B 

RAL 1019
Beige agrisado
#9E9764 

RAL 1020
Amarillo oliva
#999950 

RAL 1021
Amarillo colza
#F3DA0B 

RAL 1023
Amarillo tráfico
#FAD201 

RAL 1024
Amarillo ocre
#AEA04B 

RAL 1026
Amarillo brillante
#FFFF00 

RAL 1027
Amarillo curry
#9D9101 

RAL 1028
Amarillo melón
#F4A900 

RAL 1032
Amarillo retama
#D6AE01 

RAL 1033
Amarillo dalia
#F3A505 

RAL 1034
Amarillo pastel
#EFA94A 

RAL 1035
Beige perlado
#6A5D4D 

RAL 1036
Oro perlado
#705335 

RAL 1037
Amarillo sol
#F39F18 

RAL 2000
Amarillo naranja
#ED760E 

RAL 2001
Rojo anaranjado
#C93C20 

RAL 2002
Naranja sanguíneo
#CB2821 

RAL 2003
Naranja pálido
#FF7514 

RAL 2004
Naranja puro
#F44611 

RAL 2005
Naranja brillante
#FF2301 

RAL 2007
Naranja claro brillante
#FFA420 

RAL 2008
Rojo claro anaranjado
#F75E25 

RAL 2009
Naranja tráfico
#F54021 

RAL 2010
Naranja señales
#D84B20 

RAL 2011
Naranja intenso
#EC7C26 

RAL 2012
Naranja salmón
#E55137 

RAL 2013
Naranja perlado
#C35831 

RAL 3000
Rojo vivo
#AF2B1E 

RAL 3001
Rojo señales
#A52019 

RAL 3002
Rojo carmin
#A2231D 

RAL 3003
Rojo rubí
#9B111E 

RAL 3004
Rojo púrpura
#75151E 

RAL 3005
Rojo vino
#5E2129 

RAL 3007
Rojo negruzco
#412227 

RAL 3009
Rojo óxido
#642424 

RAL 3011
Rojo pardo
#781F19 

RAL 3012
Rojo beige
#C1876B 

RAL 3013
Rojo tomate
#A12312 

RAL 3014
Rojo viejo
#D36E70 

RAL 3015
Rosa claro
#EA899A 

RAL 3016
Rojo coral
#B32821 

RAL 3017
Rosa
#E63244 

RAL 3018
Rojo fresa
#D53032 

RAL 3020
Rojo tráfico
#CC0605 

RAL 3022
Rojo salmón
#D95030 

RAL 3024
Rojo brillante
#F80000 

RAL 3026
Rojo claro brillante
#FE0000 

RAL 3027
Rojo frambuesa
#C51D34 

RAL 3028
Rojo puro
#E72512 

RAL 3031
Rojo oriente
#B32428 

RAL 3032
Rojo rubí perlado
#721422 

RAL 3033
Rosa perlado
#B44C43 

RAL 4001
Rojo lila
#6D3F5B 

RAL 4002
Rojo violeta
#922B3E 

RAL 4003
Violeta érica
#DE4C8A 

RAL 4004
Burdeos
#641C34 

RAL 4005
Lila azulado
#6C4675 

RAL 4006
Púrpurá tráfico
#A03472 

RAL 4007
Violeta púrpura
#4A192C 

RAL 4008
Violeta señales
#8C568A 

RAL 4009
Violeta pastel
#A18594 

RAL 4010
Magenta tele
#CF3476 

RAL 4011
Violeta perlado
#8673A1 

RAL 4012
Morado perlado
#6C6874 

RAL 5000
Azul violeta
#354D73 

RAL 5001
Azul verdoso
#1F3438 

RAL 5002
Azul ultramar
#20214F 

RAL 5003
Azul zafiro
#1D1E33 

RAL 5004
Azul negruzco
#18171C 

RAL 5005
Azul señales
#1E2460 

RAL 5007
Azul brillante
#3E5F8A 

RAL 5008
Azul grisáceo
#26252D 

RAL 5009
Azul azur
#025669 

RAL 5010
Azul genciana
#0E294B 

RAL 5011
Azul acero
#231A24 

RAL 5012
Azul luminoso
#3B83BD 

RAL 5013
Azul cobalto
#1E213D 

RAL 5014
Azul olombino
#606E8C 

RAL 5015
Azul celeste
#2271B3 

RAL 5017
Azul tráfico
#063971 

RAL 5018
Azul turquesa
#3F888F 

RAL 5019
Azul capri
#1B5583 

RAL 5020
Azul océano
#1D334A 

RAL 5021
Azul agua
#256D7B 

RAL 5022
Azul noche
#252850 

RAL 5023
Azul lejanía
#49678D 

RAL 5024
Azul pastel
#5D9B9B 

RAL 5025
Gencian perlado
#2A6478 

RAL 5026
Azul noche perlado
#102C54 

RAL 6000
Verde patina
#316650 

RAL 6001
Verde esmeralda
#287233 

RAL 6002
Verde hoja
#2D572C 

RAL 6003
Verde oliva
#424632 

RAL 6004
Verde azulado
#1F3A3D 

RAL 6005
Verde musgo
#2F4538 

RAL 6006
Oliva grisáceo
#3E3B32 

RAL 6007
Verde botella
#343B29 

RAL 6008
Verde parduzco
#39352A 

RAL 6009
Verde abeto
#31372B 

RAL 6010
Verde hierba
#35682D 

RAL 6011
Verde reseda
#587246 

RAL 6012
Verde negruzco
#343E40 

RAL 6013
Verde caña
#6C7156 

RAL 6014
Amarillo oliva
#47402E 

RAL 6015
Oliva negruzco
#3B3C36 

RAL 6016
Verde turquesa
#1E5945 

RAL 6017
Verde mayo
#4C9141 

RAL 6018
Verde amarillento
#57A639 

RAL 6019
Verde lanquecino
#BDECB6 

RAL 6020
Verde cromo
#2E3A23 

RAL 6021
Verde pálido
#89AC76 

RAL 6022
Oliva parduzco
#25221B 

RAL 6024
Verde tráfico
#308446 

RAL 6025
Verde helecho
#3D642D 

RAL 6026
Verde ópalo
#015D52 

RAL 6027
Verde luminoso
#84C3BE 

RAL 6028
Verde pino
#2C5545 

RAL 6029
Verde menta
#20603D 

RAL 6032
Verde señales
#317F43 

RAL 6033
Turquesa menta
#497E76 

RAL 6034
Turquesa pastel
#7FB5B5 

RAL 6035
Verde perlado
#1C542D 

RAL 6036
Verde ópalo perlado
#193737 

RAL 6037
Verde puro
#24E711 

RAL 6038
Verde brillante
#00F700 

RAL 7000
Gris ardilla
#78858B 

RAL 7001
Gris plata
#8A9597 

RAL 7002
Gris oliva
#7E7B52 

RAL 7003
Gris musgo
#6C7059 

RAL 7004
Gris señales
#969992 

RAL 7005
Gris ratón
#646B63 

RAL 7006
Gris beige
#6D6552 

RAL 7008
Gris caqui
#6A5F31 

RAL 7009
Gris verdoso
#4D5645 

RAL 7010
Gris lona
#4C514A 

RAL 7011
Gris hierro
#434B4D 

RAL 7012
Gris basalto
#4E5754 

RAL 7013
Gris parduzco
#464531 

RAL 7015
Gris pizarra
#434750 

RAL 7016
Gris antracita
#293133 

RAL 7021
Gris negruzco
#23282B 

RAL 7022
Gris sombra
#332F2C 

RAL 7023
Gris hormigón
#686C5E 

RAL 7024
Gris grafito
#474A51 

RAL 7026
Gris granito
#2F353B 

RAL 7030
Gris piedra
#8B8C7A 

RAL 7031
Gris azulado
#474B4E 

RAL 7032
Gris guijarro
#B8B799 

RAL 7033
Gris cemento
#7D8471 

RAL 7034
Gris amarillento
#8F8B66 

RAL 7035
Gris luminoso
#D7D7D7 

RAL 7036
Gris platino
#7F7679 

RAL 7037
Gris polvo
#7D7F7D 

RAL 7038
Gris ágata
#B5B8B1 

RAL 7039
Gris cuarzo
#6C6960 

RAL 7040
Gris ventana
#9DA1AA 

RAL 7042
Gris tráfico A
#8D948D 

RAL 7043
Gris tráfico B
#4E5452 

RAL 7044
Gris seda
#CAC4B0 

RAL 7045
Gris tele 1
#909090 

RAL 7046
Gris tele 2
#82898F 

RAL 7047
Gris tele 4
#D0D0D0 

RAL 7048
Gris musgo perlado
#898176 

RAL 8000
Pardo verdoso
#826C34 

RAL 8001
Pardo ocre
#955F20 

RAL 8002
Marrón señales
#6C3B2A 

RAL 8003
Pardo arcilla
#734222 

RAL 8004
Pardo cobre
#8E402A 

RAL 8007
Pardo corzo
#59351F 

RAL 8008
Pardo oliva
#6F4F28 

RAL 8011
Pardo nuez
#5B3A29 

RAL 8012
Pardo rojo
#592321 

RAL 8014
Sepia
#382C1E 

RAL 8015
Castaño
#633A34 

RAL 8016
Caoba
#4C2F27 

RAL 8017
Chocolate
#45322E 

RAL 8019
Pardo grisáceo
#403A3A 

RAL 8022
Pardo negruzco
#212121 

RAL 8023
Pardo anaranjado
#A65E2E 

RAL 8024
Pardo beige
#79553D 

RAL 8025
Pardo pálido
#755C48 

RAL 8028
Marrón tierra
#4E3B31 

RAL 8029
Cobre perlado
#763C28 

RAL 9001
Blanco crema
#FDF4E3 

RAL 9002
Blanco grisáceo
#E7EBDA 

RAL 9003
Blanco señales
#F4F4F4 

RAL 9004
Negro señales
#282828 

RAL 9005
Negro intenso
#0A0A0A 

RAL 9006
Aluminio blanco
#A5A5A5 

RAL 9007
Aluminio gris
#8F8F8F 

RAL 9010
Blanco puro
#FFFFFF 

RAL 9011
Negro grafito
#1C1C1C 

RAL 9016
Blanco tráfico
#F6F6F6 

RAL 9017
Negro tráfico
#1E1E1E 

RAL 9018
Blanco papiro
#D7D7D7 

RAL 9022
Gris claro perlado
#9C9C9C 

RAL 9023
Gris oscuro perlado 
#828282 